# Monceaux-sur-Dordogne
Monceaux-sur-Dordogne este o comună în departamentul Corrèze din centrul Franței. În 2009 avea o populație de 680 de locuitori.

## Evoluția populației
| An        | 1975 | 1982 | 1990 | 1999 | 2006 | 2009 |
| --------- | ---- | ---- | ---- | ---- | ---- | ---- |
| Populație | 812  | 722  | 703  | 660  | 680  | 680  |